# تری دیری
ترنس ویلیام "تری" دیری (به انگلیسی: William Terence "Terry" Deary) (متولد ۴ مارس ۱۹۴۶) نویسنده آثار کودکان بریتانیا با بیش از ۲۰۰ کتاب است. آثار او بیش از ۲۵ میلیون نسخه منتشر شده و به بیش از چهل زبان ترجمه شده‌است. در سال ۲۰۱۲ او به عنوان دهمین نویسنده‌ای که کتاب‌هایشان بیشتر در کتابخانه‌های بریتانیا امانت گرفته شده‌است، شناخته شد.

## زندگی‌نامه
تری دیری در سال ۱۹۴۶ در ساندرلند انگلستان متولد شد. پدر او در محله هندون، که محله‌ای فقیرنشین در این شهر است، در یک مغازه قصابی کار می‌کرد. مادرش، فِردا، مدیر یک فروشگاه لباس بود. دیری برای تحصیل به مدرسهٔ گرامری مانکویرموث رفت. او از مدرسه خود و به ویژه از روش تدریس در آن متنفر بود. دیری از سه سالگی به عنوان شاگرد قصابی کار می‌کرد و بیشتر دوران کودکی اش را در همین شغل گذراند.
در هجده سالگی به عنوان کارآموز برق کار، فعالیت کرد و بعد در سال ۱۹۷۲ به عنوان بازیگر تور روستای ولش در شرکت تئاتر پووی (Theatre Powys drama company) مشغول کار شد. پس از آن در کالج ساندرلند به تدریس درام پرداخت و در سال ۱۹۷۶ به نوشتن تاریخ ترسناک مشغول شد.
دیری دکترای افتخاری آموزش را در سال ۲۰۰۰ از دانشگاه ساندرلند دریافت کرد. تری دیری جایزه‌های زیادی برده‌ است از جمله بلوپیتر جایزهٔ بهترین نویسندهٔ آثار غیر داستانی قرن در بریتانیا.
مجموعه کتاب‌های تاریخ ترسناک او در میان کودکان و بزرگسالان محبوب است. سی آی تی وی در سال ۲۰۰۲ از روی این مجموعه، کارتون ساخت و CBBC از سال ۲۰۰۹ طرحی کمدی را بر پایه این کتاب اجرا می‌کند. دیری خود نیز در برخی از قسمت‌های این مجموعه نقش ایفا کرده‌است.
در سال ۲۰۱۱ او خود را، پس از ۳۵ سال، از نوشتن کتاب کودکان بازنشسته کرد. اکنون در کانتی دورهام به همراه همسرش جنی و دخترش سارا زندگی می‌کند. تری دیری عاشق فوتبال است و اوقات فراغتش را به تشویق تیم محبوبش ساندرلند می‌گذراند.

سارا، دختر تری دیری، می‌گوید: 
«همیشه وقتی کتاب‌های پدر را می‌خوانم، چون با نظراتش آشنا هستم، به نظرم این پدرم است که دارد توی مغزم حرف می‌زند. خیلی سخت است و مدام باید بگویم: هی مرد از توی کله‌ام برو بیرون. اما از کتاب‌هایی که خواندم لذت بردم.»

## آثار

### مجموعه‌ها
- تاریخ ترسناک
- داستان‌های واقعاً وحشتناک
- آکادمی جنایت آقای کلاهبردار
- قصه‌های تودور
- قصه‌های روم
- قصه‌های مصر
- آتش دزد
- دانش
- قصه‌های دزدان دریایی
- داستان‌های واقعی
- کارآگاهان زمان

### کتاب‌های دیگر
- در لانه شیر (۲۰۰۲)
- آخرین وایکینگ (۲۰۰۵)
- بزرگترین کتاب شوخی پدر کریسمس

### ترجمه آثار تری دیری به فارسی
نشر افق:
- آتش دزد
  - آتش دزد
  - پرواز آتش دزد
  - آتش دزد تسلیم نمی‌شود
- تاریخ ترسناک
  - انقلاب‌های پرهیاهو
  - جنگ فجیع جهانی اول
  - جنگ وحشتناک جهانی دوم
  - انقلاب‌های فرانسه
  - امپراتوری بی‌خرد بریتانیا
  - آمریکا
  - فرمانروایان فرومایه
  - رومی‌های بیرحم
- چراغ را خاموش کن

نشر پیدایش:
- شلیک
- کوسه‌ها
- فاجعه
- داستان‌های اسرارآمیز
- ارواح
- مأمور مخفی
- جنایت
- خواب فروش
- شیطان

نشر قدیانی:
- مجموعهٔ پرونده‌های محرمانه:
  - اکتشاف در رازول
  - ناوی که نامرئی شد
  - نشت اطلاعات
  - مرد زمستان هسته‌ای

نشر قطره-نشر کاروان:
- مجموعهٔ ماجراهای مصر باستان:
  - شبح و ماهیگیر
  - جادوگری و مومیایی
  - توطئه در هرم
  - دزدان مقبره